# شبراطو
شبراطو إحدى قرى مركز بسيون التابع لمحافظة الغربية بجمهورية مصر العربية.

## التاريخ
قرية قديمة اسمها الأصلي شبرانطو ووردت بهذا الاسم في قوانين الدواوين، وفي التحفة السنية لابن الجيعان باسم شبرأنطو وباسمها الحالي في تاريخ 1228هـ/1813م الذي عدّ قرى مصر بعد المسح الذي قام به محمد علي باشا.
ذكرها علي مبارك في كتابه الخطط التوفيقية باسم "شبرى تو"، حيث ذكر أنها قرية في مديرية الغربية بقسم كفر الزيات، وأن بها جامع والقليل من الأشجار وأبنيتها من الآجر ومهنة أهلها الزراعة. وذكرها أيضا باسم شبرانطول بمركز بسيون. أصلها من توابع مركز كفر الزيات ثم نقلت إلى مركز قلين، ثم ضمت في 6 أبريل 1955 إلى مركز بسيون.

## السكان
بلغ عدد سكان شبراطو 6623 نسمة حسب تقدير عام 2018.
| السنة  | 1882 | 1897 | 1907 | 1927 | 1947 | 1960 | 1976 | 1986 | 1996 | 2006  | 2018 |
| ------ | ---- | ---- | ---- | ---- | ---- | ---- | ---- | ---- | ---- | ----- | ---- |
| القرية | 922  | 1189 | 2028 | 1760 | 2027 | 2463 | 2941 | 3949 | 4601 | 5,343 | 6623 |